# Championnats d'Océanie de cyclisme sur piste 2017
Navigation
Championnats d'Océanie 2016 Championnats d'Océanie 2018
Les Championnats d'Océanie de cyclisme sur piste 2017 (officiellement 2018 Oceania Track Championships) se déroulent du 20 au 23 novembre 2017 sur le vélodrome de Cambridge en Nouvelle-Zélande.
Les 10 épreuves olympiques (vitesse, vitesse par équipes, keirin, poursuite par équipes et omnium pour les hommes et les femmes) et des épreuves non-olympiques ont lieu dans le cadre de ces championnats d'Océanie.
Des épreuves réservées aux coureurs juniors (moins de 19 ans) sont également au programme.

## Résultats des championnats élites

### Épreuves masculines
| Épreuves               | Or                                                                     | Argent                                                                            | Bronze                                                                            |
| ---------------------- | ---------------------------------------------------------------------- | --------------------------------------------------------------------------------- | --------------------------------------------------------------------------------- |
| Kilomètre              | Zac Williams (NZL)                                                     | Bradly Knipe (NZL)                                                                | Nick Kergozou (NZL)                                                               |
| Keirin                 | Jordan Castle (AUS)                                                    | Jacob Schmid (AUS)                                                                | Edward Dawkins (NZL)                                                              |
| Vitesse individuelle   | Sam Webster (NZL)                                                      | Ethan Mitchell (NZL)                                                              | Matthew Glaetzer (AUS)                                                            |
| Vitesse par équipes    | Nouvelle-Zélande 1 Ethan Mitchell Edward Dawkins Sam Webster           | Australie Patrick Constable Nathan Hart Jacob Schmid                              | Nouvelle-Zélande 2 Zac Williams Bradly Knipe Jordan Castle                        |
| Poursuite individuelle | Jordan Kerby (AUS)                                                     | Jared Gray (NZL)                                                                  | Conor Leahy (AUS)                                                                 |
| Poursuite par équipes  | Australie Leigh Howard Jordan Kerby Nicholas Yallouris Kelland O'Brien | Nouvelle-Zélande Campbell Stewart Hugo Jones Nick Kergozou Harry Waine Jared Gray | Australie Jarrad Drizners Joshua Harrison Braden O'Shea Conor Leahy Thomas Bolton |
| Course aux points      | Joshua Harrison (AUS)                                                  | Campbell Stewart (NZL)                                                            | Kelland O'Brien (AUS)                                                             |
| Course scratch         | Joshua Harrison (AUS)                                                  | Jordan Kerby (AUS)                                                                | Cameron Scott (AUS)                                                               |
| Course à l'américaine  | Nouvelle-Zélande Campbell Stewart Tom Sexton                           | Australie Kelland O'Brien Rohan Wight                                             | Australie Cooper Sayers Joshua Harrison                                           |
| Omnium                 | Joshua Harrison (AUS)                                                  | Leigh Howard (AUS)                                                                | Benjamin Harvey (AUS)                                                             |

### Épreuves féminines
| Épreuves               | Or                                                                                            | Argent                                                                              | Bronze                                                                     |
| ---------------------- | --------------------------------------------------------------------------------------------- | ----------------------------------------------------------------------------------- | -------------------------------------------------------------------------- |
| 500 mètres             | Kaarle McCulloch (AUS)                                                                        | Olivia Podmore (NZL)                                                                | Breanna Hargrave (AUS)                                                     |
| Keirin                 | Stephanie Morton (AUS)                                                                        | Natasha Hansen (NZL)                                                                | Kaarle McCulloch (AUS)                                                     |
| Vitesse individuelle   | Stephanie Morton (AUS)                                                                        | Kaarle McCulloch (AUS)                                                              | Natasha Hansen (NZL)                                                       |
| Vitesse par équipes    | Australie Kaarle McCulloch Stephanie Morton                                                   | Nouvelle-Zélande Emma Cumming Olivia Podmore                                        | Australie Holly Takos Caitlin Ward                                         |
| Poursuite individuelle | Kirstie James (NZL)                                                                           | Bryony Botha (NZL)                                                                  | Kristina Clonan (AUS)                                                      |
| Poursuite par équipes  | Nouvelle-Zélande Bryony Botha Rushlee Buchanan Racquel Sheath Michaela Drummond Kirstie James | Australie 1 Lauren Perry Josie Talbot Nicole McDonald Macey Stewart Kristina Clonan | Australie 2 Breanna Hargrave Danielle McKinnirey Chloe Moran Maeve Plouffe |
| Course aux points      | Kirstie James (NZL)                                                                           | Kristina Clonan (AUS)                                                               | Chloe Moran (AUS)                                                          |
| Course scratch         | Bryony Botha (NZL)                                                                            | Breanna Hargrave (AUS)                                                              | Josie Talbot (AUS)                                                         |
| Course à l'américaine  | Australie Kristina Clonan Macey Stewart                                                       | Australie Breanna Hargrave Maeve Plouffe                                            | Nouvelle-Zélande Rushlee Buchanan Racquel Sheath                           |
| Omnium                 | Racquel Sheath (NZL)                                                                          | Rushlee Buchanan (NZL)                                                              | Michaela Drummond (NZL)                                                    |

## Tableaux des médailles
| Rang  | Nation           | Or | Argent | Bronze | Total |
| ----- | ---------------- | -- | ------ | ------ | ----- |
| 1     | Australie        | 11 | 10     | 14     | 33    |
| 2     | Nouvelle-Zélande | 9  | 10     | 6      | 24    |
| Total | Total            | 20 | 20     | 20     | 60    |